# Jocelyn Hudon
Pour les articles homonymes, voir Jocelyn et Hudon.
Jocelyn Hudon, née le 18 novembre 1994, est une actrice canadienne.

## Biographie
Jocelyn Hudon est née le 18 novembre 1994.
Elle a été ballerine à l'École national de ballet du Canada, jusqu'à ses 17 ans.

### Vie privée
Depuis 2016, elle est en couple avec l'acteur Jake Manley, notamment connu pour son rôle dans The Order.

## Filmographie

### Cinéma

#### Longs métrages
- 2015 : Pixels de Chris Columbus : Une femme
- 2016 : Below Her Mouth d'April Mullen : Nikki, le mannequin
- 2021 : Safer at Home de Will Wernick : Jen
- 2022 : Sniper: Rogue Mission d'Oliver Thompson : Mary Jane
- 2022 : V for Vengeance de Kelly Halihan : Emma
- 2024 : The Fall de Shaun Hart : Lacey Huxley
- 2024 : Dead Money de Luc Walpoth : Kelly

#### Court métrage
- 2018 : Stories We Tell Ourselves d'Andrew De Zen : Vanessa

### Télévision

#### Séries télévisées
- 2015 : Single Ladies : Melia
- 2015 : Soupçon de magie (Good Witch) : Stacy
- 2015 : Lost Girl : Victoria
- 2016 : Slasher : Brenda jeune
- 2016 : Gangland Undercover : Christine jeune
- 2016 : Incorporated : Amelia
- 2016 : Four in the Morning : Une femme
- 2017 : The Strain : Abby
- 2017 : 21 Thunder (en): Becka Jolie
- 2018 : Frankie Drake Mysteries : Audrey Smith
- 2018 : The Order : Ruby
- 2018 : Ice (en) : Willow
- 2018 - 2019 : Le cœur a ses raisons (When Calls the Heart) : Grace[3]
- 2019 : Ransom : Natasha
- 2020 : 9-1-1 : Tiffany
- 2020 : Esprits criminels (Criminal Minds) : Elizabeth Wise
- 2022 : The Rookie: Feds : Katie Windsor
- 2022 : Acapulco : Kelly
- 2023 : Dave : Campbell
- 2023 : Irrationnel : Camille Lawson
- depuis 2024 : Chicago Fire : Lyla Novak (récurrente saison 12, principale depuis la saison 13)[4]

#### Téléfilms
- 2017 : Coup de foudre à Paris (Love Locks) de Martin Wood : Alexa
- 2017 : La plus belle étoile de Noël (The Christmas Cure) de John Bradshaw : Shelly
- 2017 : Mariage sous la neige (Christmas Wedding Planner) de Justin G. Dyck : Kelsey
- 2019 : Mon mariage avec mon meilleur ami (From Friend to Fiancé) d'Andrew Cymek : Jessica Parks
- 2019 : Opération mariage (Eat, Drink and Be Married) d'Heather Hawthorn Doyle : Billie
- 2021 : Il était une fois au château de glace (Baby, It's Cold Inside) de Marita Grabiak : Hannah
- 2021 : Romance et pierres précieuses (One of a Kind Love) de Philippe Lupien : Kyra Tally
- 2023 : Coup de foudre aux Maldives (Love in the Maldives) de Colin Theys : Rae Parker
- 2024 : Romance with a Twist de Max McGuire : Luna
- 2024 : Falling in Love in Niagara de Marita Grabiak : Madeline